# Rosa Bouglione
Rosa Bouglione (nascida Van Been; 21 de dezembro de 1910 – 26 de agosto de 2018) foi uma artista de circo francesa e a matriarca da família de circo Bouglione.

## Biografia
Rosalie Van Been nasceu em 21 de dezembro de 1910 em Ixelles, Bélgica. Ela se casou com  fr em 1928. na adolescência, quando começou sua carreira no circo, trabalhando com grandes felinos. Ela era considerada a "rainha" do circo francês (e europeu) e, claro, era sua decana.
Rosa Bouglione começou a se apresentar ainda criança e era conhecida por sua dança "serpentina", na qual dançava "à la Loie Fuller" em uma gaiola cheia de leões; ela se casou com Joseph Bouglione, um treinador de gatos que se tornou um lendário proprietário e diretor de circo, em uma gaiola de leões.
Em 2011, ela publicou suas memórias, Un mariage dans la cage aux lions: la grande saga du cirque Bouglione ("Um casamento na jaula dos leões: a grande saga do circo Bouglione").
Até o fim, "Madame Rosa", como era conhecida Rosa Bouglione, ainda estava ativa; ela tinha sete filhos e 53 netos e bisnetos. Ela morreu com 107 anos em 26 de agosto de 2018 em seu apartamento no Cirque d'Hiver em Paris.

## Livros
- Un mariage dans la cage aux lions. La grande saga du cirque Bouglione, de Rosa Bouglione com a colaboração de Patrick Hourdequin e José Lenzini. (2011, Michel Lafon: ISBN 9782749915258)[8]